# Ben Carré
Ben Carré, nato Benjamin S. Carré (Parigi, 5 dicembre 1883 – Santa Monica, 28 maggio 1978), è stato uno scenografo e costumista francese, collaboratore abituale di Maurice Tourneur, uno dei più importanti registi del cinema muto.

## Filmografia

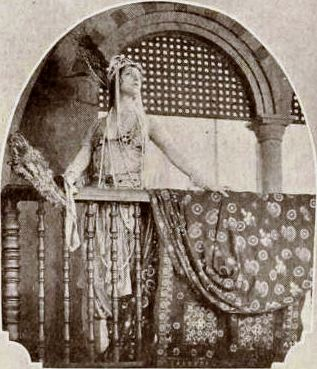
Fascino del deserto (Barbary Sheep, 1917)

- Hearts in Exile, regia di James Young - scenografo (1915)
- Trilby, regia di Maurice Tourneur - scenografo (1915)
- Pawn of Fate, regia di Maurice Tourneur - scenografo (1916)
- The Hand of Peril, regia di Maurice Tourneur - scenografo (1916)
- The Rail Rider, regia di Maurice Tourneur - scenografo (1916)
- The Velvet Paw, regia di Maurice Tourneur - scenografo (1916)
- La vie de bohème, regia di Albert Capellani (1916)
- A Girl's Folly, regia di Maurice Tourneur (1917)
- Una povera bimba molto ricca (The Poor Little Rich Girl), regia di Maurice Tourneur (1917)
- The Whip, regia di Maurice Tourneur - scenografo (1917)
- The Undying Flame, regia di Maurice Tourneur - scenografo (1917)
- Fascino del deserto (Barbary Sheep), regia di Maurice Tourneur (1917)
- Law of the Land - scenografo
- Exile - scenografo
- Rose of the World, regia di Maurice Tourneur - scenografo (1918)
- A Doll's House, regia di Maurice Tourneur - scenografo (1918)
- Prunella, regia di Maurice Tourneur (1918)
- Sporting Life, regia di Maurice Tourneur (1918)
- Woman - scenografo
- The White Heather - scenografo
- In Old Kentucky, regia di Marshall Neilan - Production designer (1919)
- Victory, regia di Maurice Tourneur - scenografo (1919)
- The Broken Butterfly, regia di Maurice Tourneur (1919)
- Stronger Than Death - scenografo
- The River's End , regia di Victor Heerman, Marshall Neilan - scenografo (1920)
- For the Soul of Rafael, regia di Harry Garson - scenografo (1920)
- Go and Get It, regia di Marshall Neilan e di Henry Roberts Symonds - scenografo (1920)
- The Last of the Mohicans, regia di Clarence Brown e Maurice Tourneur - scenografo (1920)
- Bob Hampton of Placer, regia di Marshall Neilan - scenografo (1921)
- Dinty, regia di John McDermott e Marshall Neilan - scenografo (1920)
- Queen of the Moulin Rouge, regia di Ray C. Smallwood - scenografo (1922)
- What Fools Men Are, regia di George Terwilliger - scenografo (1922)
- Cytherea, regia di George Fitzmaurice (1924)
- The Red Lily, regia di Fred Niblo (1924)
- Lights of Old Broadway, regia di Monta Bell (1925)
- La sposa mascherata (The Masked Bride), regia di Christy Cabanne e, non accreditato, Josef von Sternberg (1925)
- Il fantasma dell'Opera (The Phantom of the Opera), regia di Rupert Julian (1925)
- Don Giovanni e Lucrezia Borgia (Don Juan), regia di Alan Crosland (1926)
- La maschera di ferro (The Iron Mask), regia di Allan Dwan (1929)
- Il cammello nero (The Black Camel), regia di Hamilton MacFadden (1931)